# Plebejus diabosatuzana
Plebejus diabosatuzana är en fjärilsart som beskrevs av Hiroshi Kanda och Tadao Kano 1930. Plebejus diabosatuzana ingår i släktet Plebejus och familjen juvelvingar. Inga underarter finns listade i Catalogue of Life.